# Soccavo
Soccavo ist der 20. von den 30 Stadtteilen (Quartieri) der süditalienischen Hafenstadt Neapel. Er gehört zur westlichen Peripherie von Neapel.

## Geographie und Demographie
Soccavo ist 5,11 Quadratkilometer groß und hatte im Jahr 2009 44.905 Einwohner.